# Ливадийский договор
Ливадийский договор (1879) — нератифицированный договор о статусе территории Илийского края, который входил в Цинский Китай, но в результате антикитайского уйгуро-дунганского восстания стало независимым султанатом и был захвачен Российской империей. Был подписан в Ливадии товарищем министра иностранных дел России Н. К. Гирсом, российским посланником в Китае Е. К. Бюцовым и китайским посланником Чун Хоу (崇厚, 1826—1893). 
Российско-китайская граница по этому договору была установлена по реке Хоргос, горам Ак-Бурташ и Ак-Бурташ. Были уточнены линии границы у истока реки Иртыш между Кашгаром и бывшим Кокандским ханством (территория современного Кыргызстана), Россия помимо Кульджи и Чугучака получила право на открытие консульств в городе Кашгар, Урга, Цзя Юй-гуань (Сучжоу), Кобда, Улясутай, Хами (Комул), Турпан, Урумчи и Гучане. Кроме того, правительство Цин согласилось выплатить России 5 млн рублей за понесённые расходы. 
В течение двух месяцев после принятия решения была создана специальная комиссия, которая должна была полностью передать территорию Китаю. Однако китайский император был недоволен Ливадийским договором и был дан приказ о смертной казни Чунхоу (отменён).

## Условия договора
Условия были прописаны на 18 страницах и состояли из двух частей

### Соглашения о границе
1. Россия возвращала Китаю территории Илийского края, оставляя за собой Илийскую долину и реку Текес под гарантии того, что Россия будет иметь постоянный доступ к южной части Синьцзяна.
2. Россия возвращала всё имущество, которое могло пострадать в рамках захвата данной территории и нарушения прав собственности.
3. Все дунганские повстанцы получали право стать жителями России без каких-либо последствий и преследований.
4. Россия получала права на открытие консульств в Кашгаре, Урге, Цзяюйгуань (Сучжоу), Кобдо, Улясутае, Хами (Комул), Турпане, Урумчи и Гучане, а также в Монголии.
5. Россия получала право беспошлинной торговли на данных территориях и на территориях Монголии.
6. Русские торговцы получали доступ к торговым маршрутам доходящим до Пекина и Ханку по реке Янцзы.
7. Китай уплачивал России 5 млн рублей в рамках компенсации расходов, понесённых в рамках занятия территорий.

### Коммерческая часть
Коммерческая часть предусматривала неограниченный беспрецедентный доступ российских торговцев на китайский рынок. Было упрощено пересечение границы, ослаблены требования по документам для торговцев, упрощено сертифицирование продукции и уплата таможенных пошлин. В изначальном тексте также предусматривался доступ российского капитала в Маньчжурию, но в итоге эти статьи были исключены.
Договор был подписан 2 октября 1879 года, но так и не был ратифицирован. Вместо него позже был подписан Договор об Илийском крае, который основывался на Ливадийском договоре и закрепил условия передачи территорий.